# Ammerschwihr
Ammerschwihr en idioma francés y oficialmente, Ammerschweier en idioma alemán, es una comuna francesa, situada en el departamento de Alto Rin, en la región de Alsacia.

## Demografía
| 2000 | 1341 | 1405 | 1448 | 1566 | 1869 | 1892 |
| Para los censos de 1962 a 1999 la población legal corresponde a la población sin duplicidades (Fuente: INSEE [Consultar]) |      |      |      |      |      |      |